# Walter Ehrenstein

Figury Ehrensteina

Walter Ehrenstein (urodzony 1899, zmarł 1961) – niemiecki profesor psychologii. Jest najbardziej znany z odkrycia znaczenia koloru dla wyróżniania figury z tła za pomocą iluzji promienistych linii.
W roku 1941 Ehrenstein zauważył, że kolisty obszar obramowany wiązką rozchodzących się promieniście linii odbieramy jako wyraźnie jaśniejszą od tła plamkę, choć ani jemu, ani okręgowi, który określa jego granicę nie odpowiada żaden fizyczny bodziec. Jasne iluzoryczne koło wydaje się unosić tuż nad płaszczyzną z promienistymi liniami.